# Copeland (Kansas)
Copeland is een plaats (city) in de Amerikaanse staat Kansas, en valt bestuurlijk gezien onder Gray County.

## Demografie
Bij de volkstelling in 2000 werd het aantal inwoners vastgesteld op 339.
In 2006 is het aantal inwoners door het United States Census Bureau geschat op 320, een daling van 19 (-5,6%).

## Geografie
Volgens het United States Census Bureau beslaat de plaats een oppervlakte van
0,7 km², geheel bestaande uit land. Copeland ligt op ongeveer 860 m boven zeeniveau.

## Plaatsen in de nabije omgeving
De onderstaande figuur toont nabijgelegen plaatsen in een straal van 36 km rond Copeland.